# Обыкновенный человек
«Обыкновенный человек» — советский чёрно-белый кинофильм режиссёра Александра Столбова, снятый по одноимённой пьесе Леонида Леонова на киностудии «Мосфильм» в 1956 году.
Премьера на киноэкранах состоялась 8 марта 1957 года.

## Сюжет
Известный певец Ладыгин, снискавший успех и славу, живёт в просторной квартире, увешанной картинами, обставленной предметами роскоши.
Внезапно к Ладыгину приезжает старый фронтовой друг — крупный учёный Свеколкин. Ладыгин ничего не знает о профессии Свеколкина, принимает его за простого кассира и просит приятеля выдать себя за человека, сделавшего успешную карьеру. Гость предлагает считать себя выдающимся деятелем науки и включается в непростые отношения между окружающими Ладыгина людьми.

## В ролях
| Актёр             | Роль                      |
| ----------------- | ------------------------- |
| Василий Меркурьев | Ладыгин Дмитрий Романович |
| Ирина Скобцева    | Кира                      |
| Георгий Куликов   | Алексей Ладыгин           |
| Евгения Козырева  | Вера Артемьевна           |
| Серафима Бирман   | Констанция Львовна        |
| Пётр Константинов | Свеколкин Павел           |
| Роза Макагонова   | Аннушка Свеколкина        |
| Александра Панова | Параша                    |

В эпизодах
- Валентина Беляева — ассистентка
- Иван Бычков — мастер, вешающий картину
- Ирина Коваленко
- Владимир Марута — академик Полынов
- Михаил Трояновский — дед-сосед
- Николай Чистяков — старик
- Гурген Тонунц — зритель в театре (нет в титрах)

## Съёмочная группа
- Сценарий Леонида Леонова, Михаила Ромма
- Постановка Александра Столбова
- Операторы: Константин Бровин, Вадим Юсов
- Художники: Николай Маркин, Савет Агоян[вд]
- Режиссёр — Аида Манасарова
- Композитор — Борис Чайковский
- Звукооператор — Вячеслав Лещев
- Редактор — Валерий Карен
- Монтаж — М. Ренковой
- Костюмы Л. Душиной
- Грим А. Патеновской
- Директор картины — В. Канторович
- Творческая мастерская Михаила Ромма
- Оркестр Главного управления по производству фильмов

Дирижёр — Арнольд Ройтман